# Frederick Thompson
Frederick Haughton „Fred” Thompson (ur. 31 marca 1908 w Christchurch, zm. 15 grudnia 1971 tamże) – nowozelandzki wioślarz, srebrny medalista olimpijski.
Wystąpił na igrzyskach olimpijskich w Los Angeles w 1932, gdzie wspólnie z Cyrilem Stilesem zdobył srebrny medal w dwójce bez sternika. W wyścigu finałowym o 2,4 sekundy przegrali z osadą Wielkiej Brytanii. Był to jego jedyny start olimpijski.
Ponadto wywalczył srebrny medal w ósemkach na igrzyskach Imperium Brytyjskiego w Hamilton w 1930 oraz brązowy w tej samej konkurencji na igrzyskach Imperium Brytyjskiego w Sydney w 1938.
Po zakończeniu kariery prowadził sklep w Christchurch. Pracował także jako trener, prowadził między innymi nowozelandzką dwójkę bez sternika na igrzyskach Imperium Brytyjskiego w Auckland w 1950 (osada zdobyła srebrny medal).